# Chambre de commerce et d'industrie de La Rochelle
La chambre de commerce et d'industrie de La Rochelle est l'une des deux chambres de commerce et d'industrie du département de la Charente-Maritime. Son siège est à La Rochelle au 21 Chemin du Prieuré. Elle fait partie de la chambre de commerce et d'industrie de région Nouvelle-Aquitaine.

## Missions
À ce titre, elle est un organisme chargé de représenter les intérêts des entreprises commerciales, industrielles et de service de Charente-Maritime et de leur apporter certains services. C'est un établissement public qui gère en outre des équipements au profit de ces entreprises.
Comme toutes les CCI, elle est placée sous la tutelle du préfet du département représentant le ministère chargé de l'industrie et le ministère chargé des PME, du Commerce et de l'Artisanat.

### Service aux entreprises
- Centre de formalités des entreprises
- Assistance technique au commerce
- Assistance technique à l'industrie
- Assistance technique aux entreprises de service
- Point A (apprentissage)

### Gestion d'équipements
- Immobilier d'entreprise ;
- Zones d'aménagement ;
- Port de pêche de Chef de Baie ;
- Aéroport de La Rochelle - île de Ré.

### Centres de formation
- École supérieure de commerce de La Rochelle ;
- Cipecma : Centre Interconsulaire de Perfectionnement et d'Enseignement de la Charente-Maritime à Châtelaillon-Plage.

## Historique

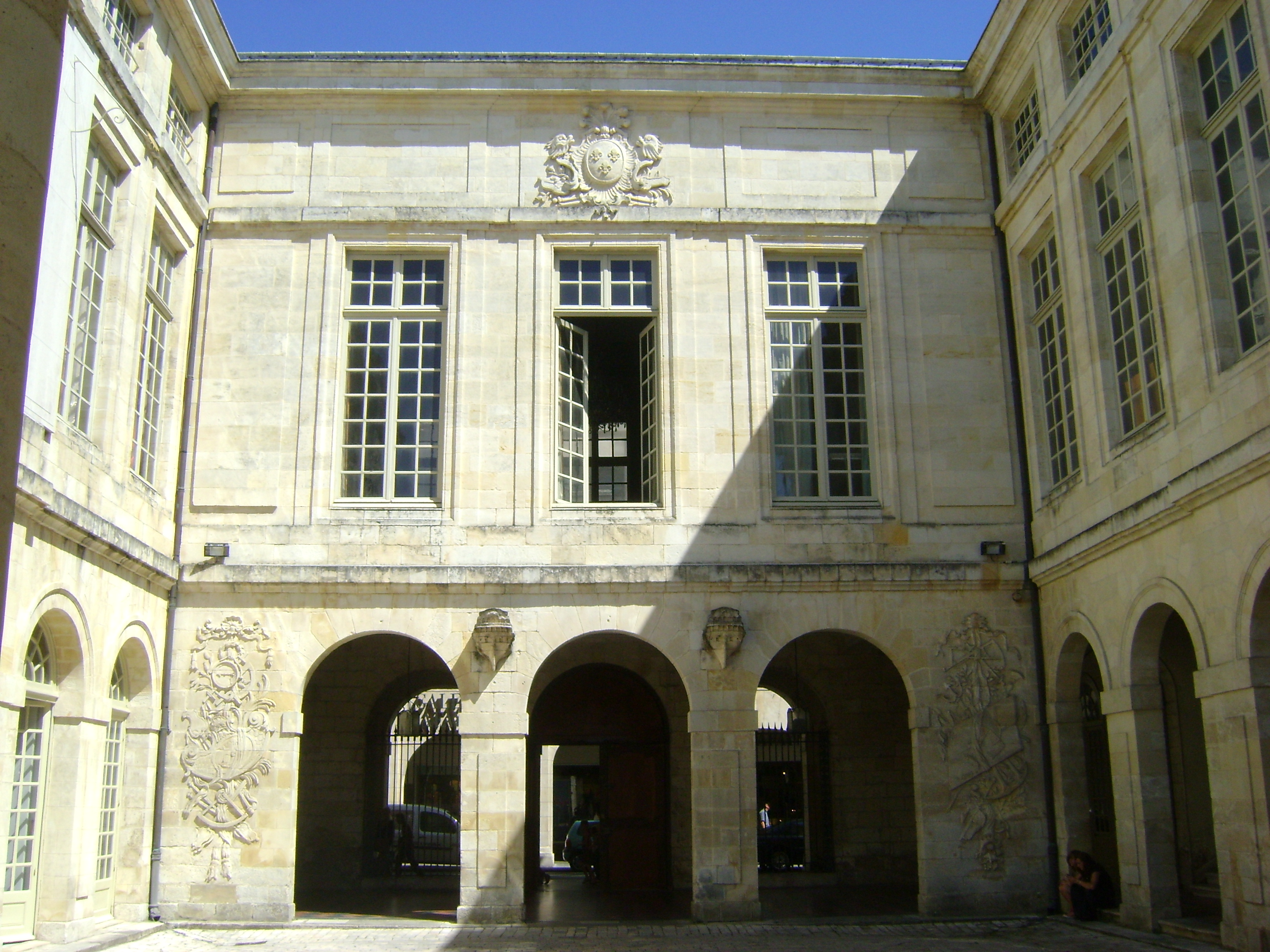
L'Hôte de la Bourse, siège historique de la Chambre de commerce.

La Chambre de commerce de La Rochelle et de l'Aunis est créée le 15 juillet 1719. 
L'Hôtel de la Bourse, construit en 1760 par les négociants rochelais, regroupe bourse, juridiction consulaire et chambre de commerce.
En 1791, la Chambre de commerce est supprimée. Un Bureau des correspondances, présidé par Samuel de Missy, lui succède.
Les Chambres de commerces sont rétablies en 1802.
En 2021, elle fusionne avec la Chambre de commerce et d'industrie de Rochefort et de Saintonge pour former la Chambre de commerce et d'industrie de Charente-Maritime .

### Liste des directeurs
- 1719-1723 : David Oüalle
- 1723 : Jean Bruslé
- 1723-1726 : Jean Bordier
- 1726-1728 : Paul-François de Pont
- 1728-1730 : Nicolas Claëssen
- 1730-1732 : Jean Vivier
- 1732-1734 : Jean de Butler
- 1734-1737 : Jacques Rasteau
- 1737-1739 : Antoine Pascaud
- 1739-1741 : Pierre Pomier
- 1741-1744 : Jacques Leclerc
- 1744-1746 : Jacques Bonneau des Gardes
- 1746-1748 : Vincent Bureau
- 1748-1750 : Jean Seignette
- 1750-1752 : Nicolas Hérault
- 1752-1754 : Claude-Étienne Belin
- 1754-1756 : Étienne-Henri Harouard du Beignon
- 1756-1758 : Joachim Dussault
- 1758 : Joseph-Marie Pascaud
- 1758-1760 : Pierre Papineau
- 1760-1762 : Théodore de La Croix
- 1762-1763 : Jean-Baptiste Gastumeau
- 1763-1764 : Élie Vivier
- 1764-1766 : Louis-Benjamin Bridault
- 1766-1768 : Jacques Carayon
- 1768-1770 : Marc-Antoine Lefebvre
- 1770-1772 : Allard-Élie Belin
- 1772-1774 : Michel Demontis
- 1774-1775 : Henri Torterue-Bonneau
- 1775-1777 : Furcy Legrix
- 1777-1779 : Jean-Élie Giraudeau
- 1779-1781 : Jean-Baptiste Jacques Desgault
- 1781-1782 : Pierre-Gabriel Admyrauld
- 1782-1783 : Étienne Ranjard
- 1784-1785 : Nicolas Paillet
- 1785-1787 : Jean-Baptiste Roudès
- 1787-1789 : Jean Perry
- 1789-1791 : Joseph-Denis Goguet

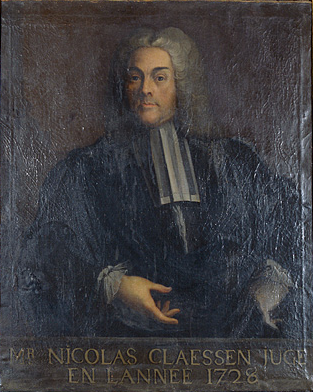
Nicolas Claëssen.
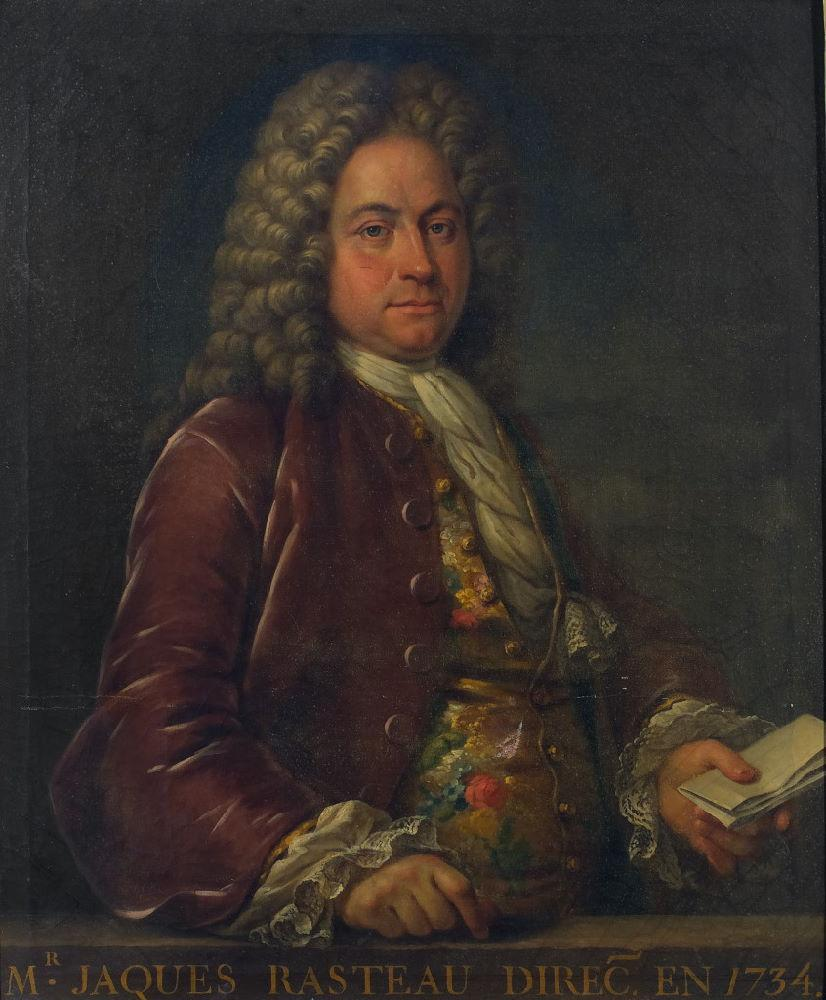
Jacques Rasteau.
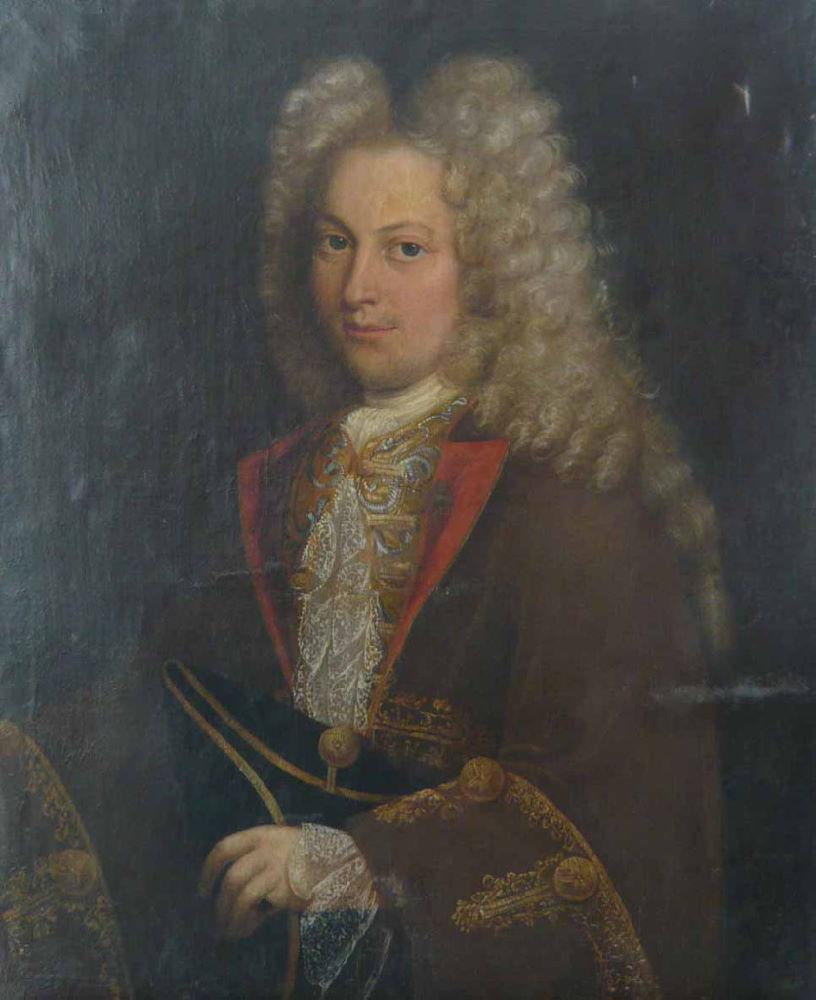
Jacques Bonneau des Gardes.
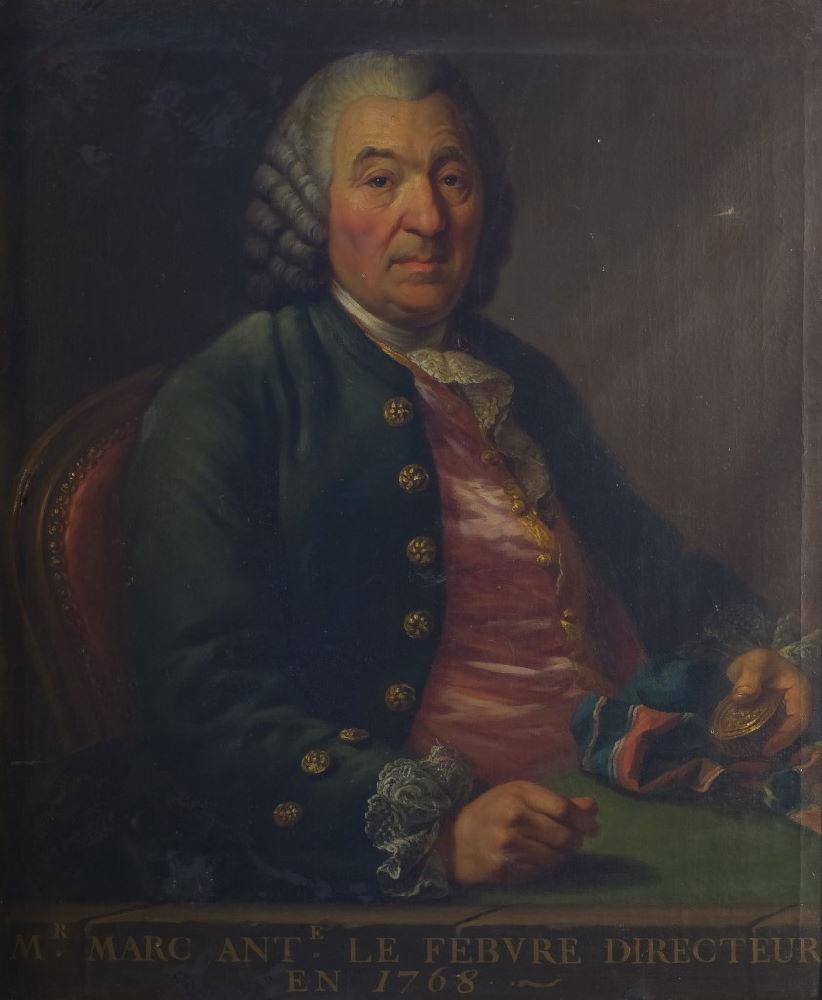
Marc Antoine Lefebvre.
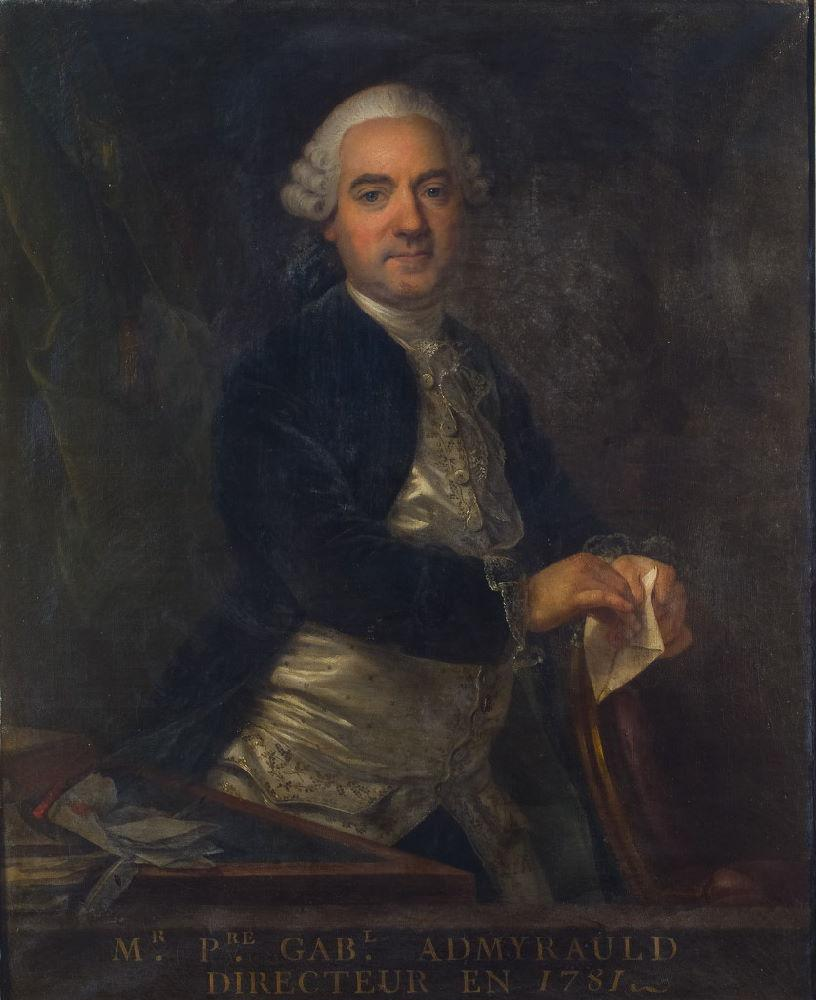
Pierre Gabriel Admyrauld.

### Liste des présidents
- 1795 : Samuel de Missy (président du bureau des correspondances)
- 1803-1813 : Pierre Joachim de Baussay
- 1814-1819 : Étienne-Isaac Rasteau
- 1819-1826 : Emmanuel-Jean Weis
- 1826-1829 : Jean-Jacques Rasteau
- 1831-1833 : Pierre-Joseph Michel
- 1834-1836 : Pierre-Joseph Michel
- 1836-1837 : André-Aimé Arnoux
- 1837-1843 : Pierre-Joseph Michel
- 1843-1847 : François-Louis-Marie Pellevoisin
- 1847-1867 : Pierre-Joseph Michel
- 1867-1872 : Jean-Baptiste Théodore Méneau
- 1872-1881 : Jean-Joseph-Théophile Babut
- 1881-1891 : Pierre-Armand-Wladimir Mörch
- 1893-1907 : Alcide Charles Jean d'Orbigny
- Christian Mörch
- 2016-2021 : Thierry Hautier

## Pour approfondir